# Hermitage (film)
Hermitage è un cortometraggio del 1968 diretto e interpretato da Carmelo Bene. Il film è tratto da Credito italiano, girato nella suite 804 dell'Hotel Hermitage a Roma. Bene chiarì che esso fu una prova per le luci e come preparazione al successivo film Nostra Signora dei Turchi, ma va comunque, in un modo o nell'altro, considerato un'opera a sé stante. Il film ha come interprete principale ed unico Carmelo Bene, salvo la sporadica e fugace apparizione di Lydia Mancinelli, ed ha come linea guida, a tratti spezzata, il sonoro della voce (spesso fuori campo) e della musica. La rievocazione affidata alla voce trae spunto da reminiscenze bibliche, per poi spostarsi successivamente ad un periodo romano imprecisato, ma che potrebbe fare riferimento a Caligola o Nerone o ad altro imperatore del periodo imperiale. Le ultime frasi pronunciate riconducono tutto al rapporto conflittuale ab eterno che si ha con la propria madre, e abbiamo così Giacobbe [?] che ne esprime l'ambivalenza:
Ieri come oggi. Prendere dieci in storia per far contenta sua madre, o uccidere sua madre per far contenta la storia...
Poi ancora contristato, in lacrime, pensa forse di scrivere...
Cara mamma, io sto bene, lavoro molto. Ti abbra... ...Basta! è finita con chi mi vuole bene.
In tutte le sequenze del film c'è il leitmotiv dell'incapacità e l'insofferenza di essere o trovarsi in uno spazio definito e definitivo in cui si è. E Carmelo Bene cita altrove Francis Bacon, parlando delle sue opere che sembrano voler uscire dalla tela, quasi fossero insofferenti al loro destino spazio-temporale. Ancora meglio questa particolare incapacità di acquisire forma, di possedere uno spazio, si evidenzia forse di più nel suo Don Giovanni. Questa insofferenza a contenersi nella dimensione spazio-temporale viene ribadita anche da Enrico Ghezzi parlando di Hermitage...
... che è, fin dall'inizio, lo scontro con se stesso, specialmente nello specchio, come nemico, come altro, come irraggiungibile; è lo scontro con la separazione dello spettacolo.
Una separazione che verrà perseguita e ancor meglio vagliata nel suo teatro senza spettacolo, caratterizzato dalla presenza-assenza di C.B. ovvero della macchina attoriale.

## Trama
Il film è ambientato in una stanza d'albergo piena di mobilia di lusso nel salone e nelle camere da letto. Il protagonista vaga sperduto per la stanza, fumando e cercando di dormire, mentre una voce narrante parla dell'unione biblica tra Giacobbe e la sterile Rachele, la quale dovette usare una serva affinché i due potessero avere dei figli. Giacobbe/Carmelo Bene prova ancora qualche sentimento nei confronti della sua donna/Rachele, scrivendole anche una lettera d'amore. Tuttavia improvvisamente la esecra e prova interesse verso un vaso di rose celesti. Di seguito egli sente una voce provenire dall'armadio: è la sua donna che, dopo interminabili istanti di contemplazione, se ne esce dalla stanza.
Si tratta di una visione oppure della mera realtà?
Il protagonista allora comincia a rivalutare la situazione e cambia infine il destinatario della lettera. Non è più "lei", ma "lui" il destinatario e quello è un primo spunto del protagonista per sprofondare in uno stato di potente narcisismo.
Presto la donna del protagonista scompare per sempre di suoi ricordi e il protagonista arriva a pensare soltanto a sé stesso; però dopo un po' rivaluta la situazione e decide di avvelenarsi.